# Yosef Baratz

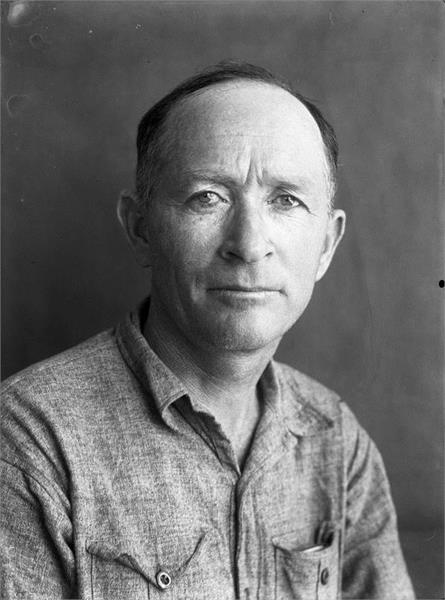
Baratz em 1935

Yosef Baratz (em hebraico:  יוסף ברץ) (Coșnița, Império Russo, 8 de maio de 1890 - Degania Alef, 14 de dezembro de 1968) foi um ativista sionista e político israelense.

## Biografia
Nascido em Coșnița, uma vila na província de Kherson, no Império Russo (atualmente no distrito de Dubăsari, na Moldávia), Baratz foi educado em um chedar e se juntou ao movimento Jovem Sião em Chișinău. Ele imigrou para a Palestina controlada pelos otomanos em 1906 e trabalhou na agricultura em Petah Tikva e Rehovot, e como cortador de pedras em Jerusalém, Tel Aviv, Atlite e Zihron Yaakov. Em 1920, esteva entre os fundadores de Degania Alef, o primeiro kibutz.
Baratz também foi enviado ao exterior como emissário, para a Rússia em 1919, os Estados Unidos em 1921 e a Áustria em 1934. Ele se tornou membro do comitê central da Haganá e também foi membro da Assembleia de Representantes. Durante a Segunda Guerra Mundial, serviu no Exército Britânico. Em 1949, foi eleito para o primeiro Knesset pelo Mapai, mas perdeu seu assento nas eleições de 1951. Ele morreu em 1968, aos 78 anos.
Ruas em Petah Tikva, Holon, Bat Yam e Tiberíades receberam seu nome.